# Kiss This
Kiss This – kompilacyjny album zespołu punk rockowego Sex Pistols. Wydany 17 października 1992. W zawartość pierwszego krążka wchodzą nagrania: z debiutanckiego albumu Never Mind the Bollocks, Here’s the Sex Pistols oraz singli. Drugi krążek zawiera nagrania z koncertu w Trondheim (Norwegia), który odbył się 21 lipca 1977.

## Lista utworów

### CD1
1. „Anarchy in the UK”
2. „God Save the Queen”
3. „Pretty Vacant”
4. „Holidays in the Sun”
5. „I Wanna Be Me”
6. „Did You No Wrong”
7. „No Fun”
8. „Satellite”
9. „Don't Give Me No Lip, Child”
10. „(I'm Not Your) Stepping Stone”
11. „Bodies”
12. „No Feelings”
13. „Liar”
14. „Problems”
15. „Seventeen”
16. „Submission”
17. „New York”
18. „EMI (Unlimited Edition)”
19. „My Way”
20. „Silly Thing”[1]

Skład:
- Johnny Rotten – wokal (1-18)
- Steve Jones – wokal (20), gitara (1-20), gitara basowa (2-4, 6, 8, 12-20)
- Glen Matlock – gitara basowa (1, 5, 7, 9-10)
- Paul Cook – perkusja (1-20)
- Sid Vicious – wokal (19), gitara basowa (11)

### CD2
1. „Anarchy in the U.K.”
2. „I Wanna Be Me”
3. „Seventeen”
4. „New York”
5. „EMI (Unlimited Edition)”
6. „No Fun”
7. „No Feelings”
8. „Problems”
9. „God Save the Queen"

Skład:
- Johnny Rotten – wokal
- Steve Jones – gitara, wokal
- Sid Vicious – gitara basowa, wokal
- Paul Cook – perkusja